# راوود (آریزونا)
راوود (به انگلیسی: Rowood) یک منطقهٔ مسکونی در ایالات متحده آمریکا است که در آریزونا واقع شده است. راوود ۵۲۴ متر بالاتر از سطح دریا قرار دارد.